# 中国致公党山东省委员会
中国致公党山东省委员会，简称致公党山东省委、山东致公党，是中国致公党在山东省的地方组织。